# 云南树参
云南树参（学名：Dendropanax yunnanensis）为五加科树参属的植物，为中国的特有植物。分布于中国大陆的云南等地，生长于海拔1,500米至2,300米的地区，常生于山谷密林中，目前尚未由人工引种栽培。
其种加词 yunnanensis 意为“云南的”。